# City of Broken Hill
City of Broken Hill is een Local Government Area (LGA) in Australië in de staat New South Wales. City of Broken Hill telde in 2007 20.074 inwoners, in 2020 minder dan 18.000. De hoofdplaats is Broken Hill.